# Heritesova (Písek)
Heritesova je ulice v Písku na Budějovickém Předměstí. Začíná na křižovatce Zeyerovy ulice a Husova náměstí a končí navázáním na Preslovu ulici.

## Historie
Svůj název dostala již počátkem třicátých let 20. století podle spisovatele Františka Heritese. V roce 1932 byly blízko železniční trati postaveny dva rodinné domky, krátce potom měla ulice dostat svůj název.
Další velké obytné domy byly v ulici na jižní západní straně postaveny až v roce 1955. Mezi touto a starší zástavbou vznikla průchozí komunikace celým blokem až do Nádražní ulice. Na východní straně ulice, na původních velkých zahradách byly postaveny další obytné domy v letech 1964–1965.

## Galerie

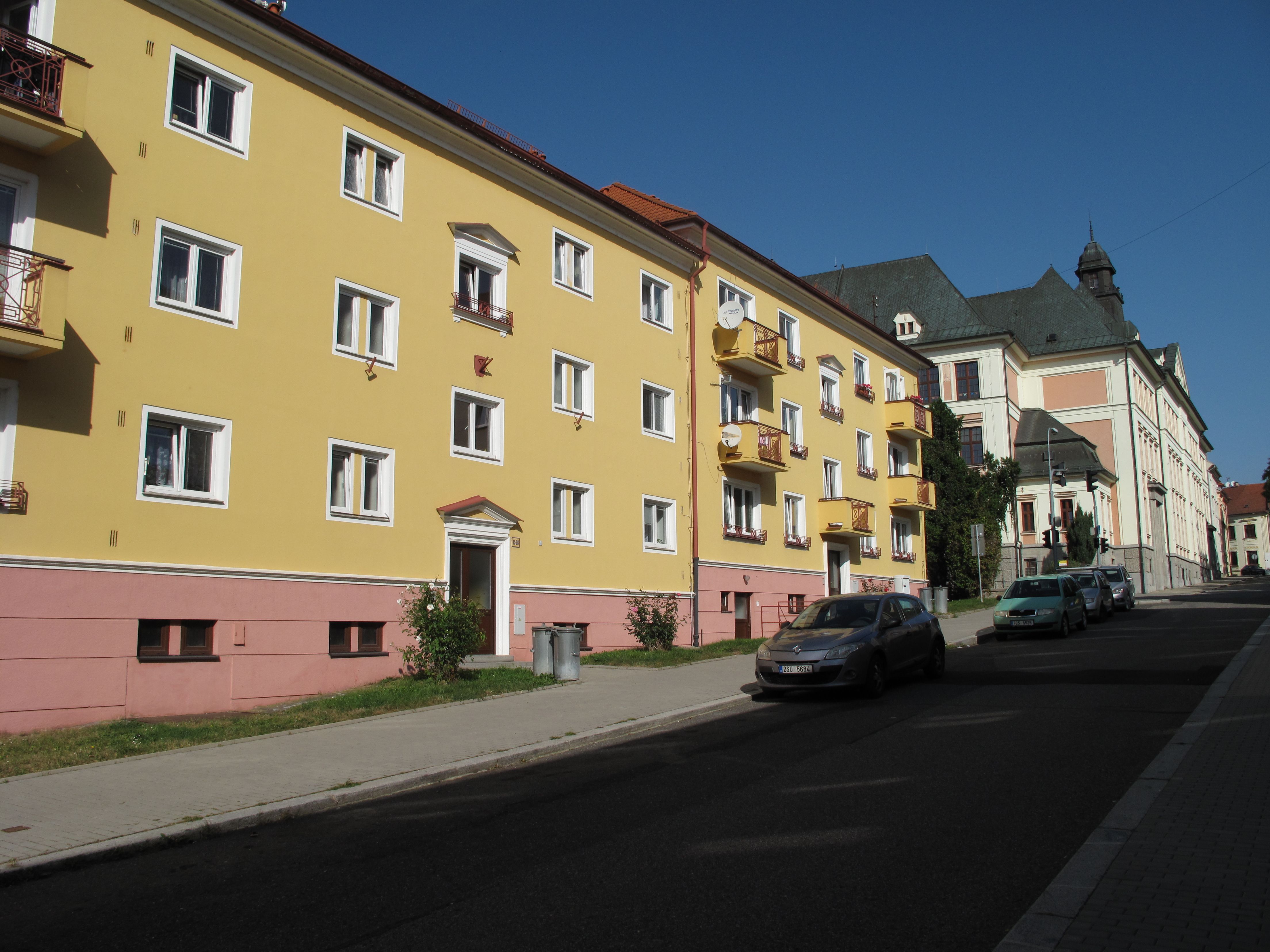
Budovy ve stylu socialistického realismu
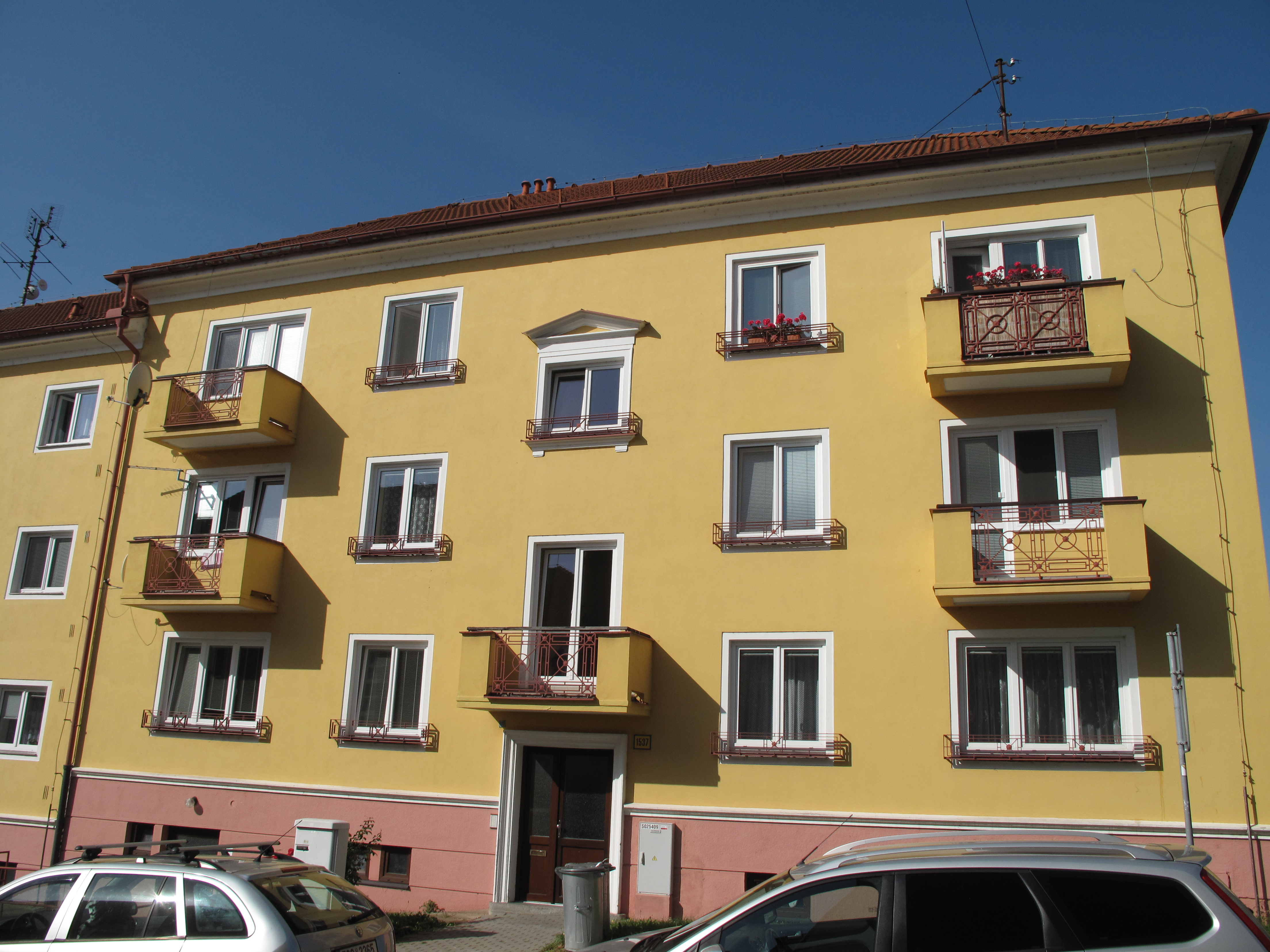
Fasáda domu
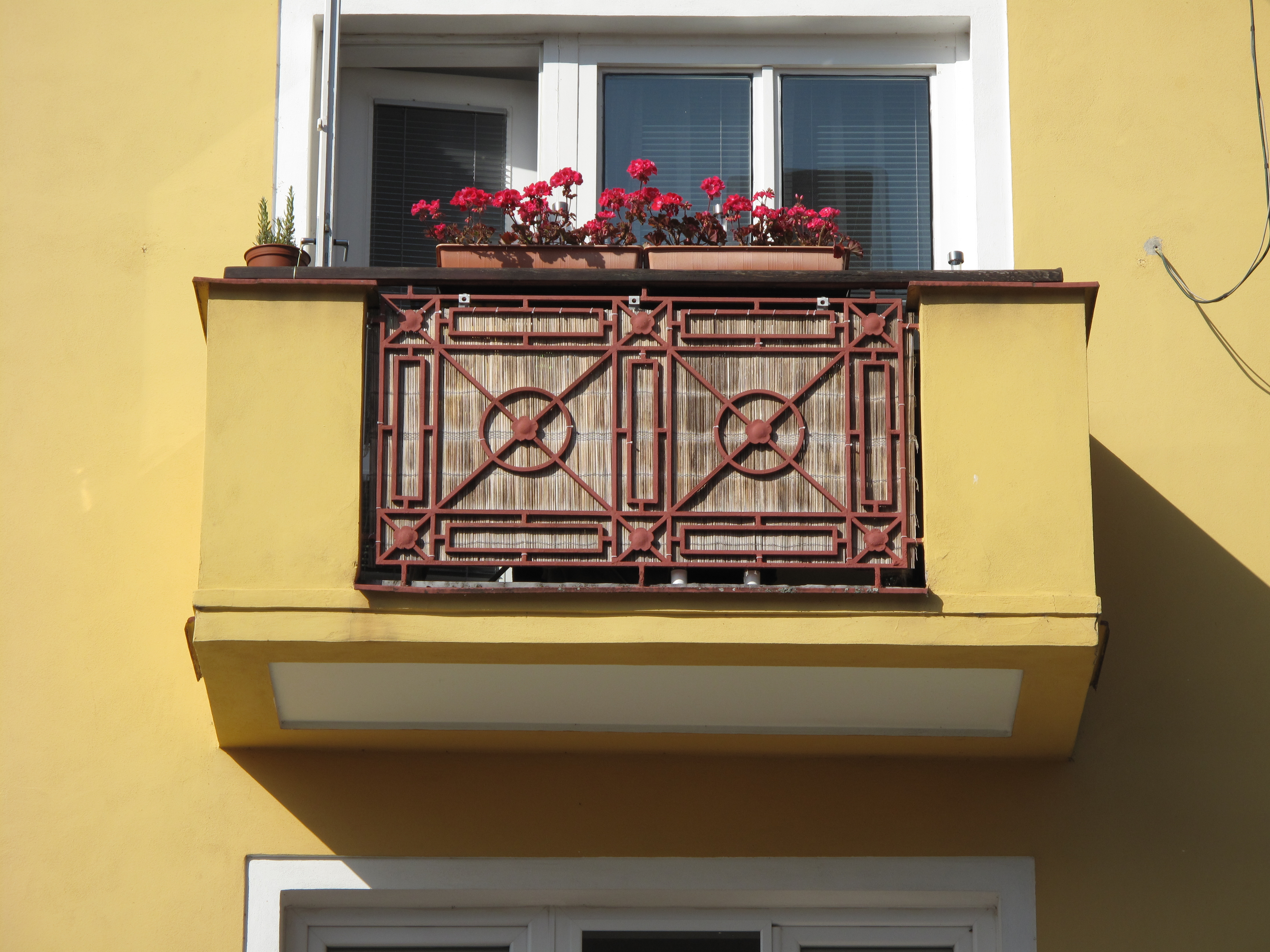
Detail balkonu soreláckého bloku domů